# Чемпионат СССР по лыжным гонкам 1975
47-й лично-командный чемпионат СССР по лыжным гонкам проводился в Мурманске с 18 по 25 марта 1975 года. Соревнования проводились по семи дисциплинам — гонки на 15, 30 и 50 км, эстафета 4×10 км (мужчины), гонки на 5 и 10 км, эстафета 4х5 км (женщины).

## Медалисты

### Мужчины
|                  | Золото                                                                 | Серебро                                                               | Бронза                                                                               |
| ---------------- | ---------------------------------------------------------------------- | --------------------------------------------------------------------- | ------------------------------------------------------------------------------------ |
| Гонка на 15 км   | Рочев Василий «Динамо» Сыктывкар                                       | Гаранин Иван «Енбек» Рудный                                           | Шмигун Анатолий «Динамо» Москва                                                      |
| Гонка на 30 км   | Гаранин Иван «Енбек» Рудный                                            | Рочев Василий «Динамо» Сыктывкар                                      | Бажуков Николай Вооружённые Силы Сыктывкар                                           |
| Гонка на 50 км   | Гаранин Иван «Енбек» Рудный                                            | Рочев Василий «Динамо» Сыктывкар                                      | Симашев Федор «Динамо» Москва                                                        |
| Эстафета 4х10 км | «Динамо» Симашев Федор Лукьянов Владимир Шмигун Анатолий Рочев Василий | «Труд» Трефилов Владимир Беляев Евгений Антоненко Николай Скобов Юрий | Вооружённые Силы Воронков Владимир Бажуков Николай Долганов Владимир Савельев Сергей |

### Женщины
|                 | Золото                                                                | Серебро                                                              | Бронза                                                                            |
| --------------- | --------------------------------------------------------------------- | -------------------------------------------------------------------- | --------------------------------------------------------------------------------- |
| Гонка на 5 км   | Кулакова Галина «Труд» Ижевск                                         | Елистратова Жанна «Буревестник» Свердловск                           | Балдычева Нина «Труд» Ленинград                                                   |
| Гонка на 10 км  | Кулакова Галина «Труд» Ижевск                                         | Сметанина Раиса «Урожай» Сыктывкар                                   | Балдычева Нина «Труд» Ленинград                                                   |
| Эстафета 4х5 км | «Труд» Балдычева Нина Мухачева Любовь Аквилёва Ираида Кулакова Галина | «Динамо» Тропак Валентина Хворова Раиса Казакова Анна Юрасова Галина | «Спартак» Доронина Лидия Селюнина Нина Кострова Людмила Баранова (Дулова) Людмила |

Лично-командный чемпионат СССР (14-й) в лыжной гонке на 70 км среди мужчин проводился в Кандалакше 13 апреля 1975 года.

### Мужчины (70 км)
|                | Золото                      | Серебро                         | Бронза                                       |
| -------------- | --------------------------- | ------------------------------- | -------------------------------------------- |
| Гонка на 70 км | Гаранин Иван «Енбек» Рудный | Шмигун Анатолий «Динамо» Москва | Саморуков Виктор «Динамо» Московская область |

Лично-командный чемпионат СССР (1-й) в лыжной гонке на 30 км среди женщин проводился в Апатитах Мурманской области 12 апреля 1975 года.

### Женщины (30 км)
|                | Золото                        | Серебро                            | Бронза                             |
| -------------- | ----------------------------- | ---------------------------------- | ---------------------------------- |
| Гонка на 30 км | Кулакова Галина «Труд» Ижевск | Селюнина Нина «Спартак» Йошкар-Ола | Сметанина Раиса «Урожай» Сыктывкар |